# Battaglia di San Marein
La battaglia di San Marein (o di Sankt Marein, dal toponimo tedesco dell'epoca, o di Smarje-Sap, dall'attuale toponimo sloveno) è stato uno scontro tra le forze napoleoniche e quelle asburgiche presenti nella Slovenia centrale, nei pressi dell'attuale cittadina di Šmarje–Sap, il 12 settembre 1813. La battaglia si concluse con una vittoria austriaca e venne seguita poco tempo dopo da un'ulteriore scontro armato nei pressi di Ivančna Gorica. 

## Contesto storico
Mentre Napoleone stava combattendo le forze della Coalizione in Germania, il suo figliastro, il principe Eugenio di Beauharnais, stava rapidamente abbandonando il teatro di guerra alla volta dell'Italia. Eugenio aveva ricevuto chiarissime istruzioni da parte dell'imperatore: raccogliere un'armata e prepararsi a difendere la penisola dall'Austria. Napoleone aveva infatti intuito che gli austriaci non sarebbero rimasti neutrali a lungo e che sarebbero probabilmente entrati in guerra contro di lui e contro i suoi alleati. Giunto a Milano a maggio, radunò nei mesi successivi un esercito di 50000 uomini e si spostò in Friuli, pronto a difendere i confini dell'Impero francese e del Regno d'Italia dalle forze asburgiche del generale Hiller, posto a comando di un esercito di 40000 uomini con un compito diametralmente opposto.

## Antefatti
Il 17 agosto la tregua sancita dall'armistizio di Pleiswitz terminò e le ostilità ripresero sia sul fronte tedesco, sia sul nuovo fronte meridionale. Eugenio aveva diviso le sue forze in tre corpi d'armata: il primo, al comando del generale Grenier, avrebbe difeso i possedimenti franco-italiani nella parte settentrionale della regione, a ridosso delle Alpi Carniche; il centro, affidato ai generali Pino e Verdier, avrebbe dovuto garantire le linee di comunicazione e proteggere le regioni dell'attuale Slovenia centrale e della valle dell'Isonzo, mentre un terzo corpo d'armata si sarebbe occupato di difendere Trieste, Fiume e l'Istria dalle incursioni austriache.

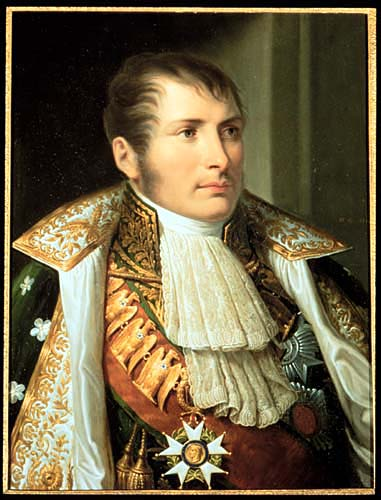
Eugenio di Beauharnais

Il fronte settentrionale si dimostrò il più fruttuoso per le armate napoleoniche: in breve tempo le forze di Grenier riuscirono a raggiungere Tarvisio, scacciare gli austriaci da Villaco ed ottenere una prima buona vittoria sulle forze del generale Vécsey nei pressi di Feistritz, stabilizzando la linea e respingendo gli austriaci ben oltre gli iniziali confini tra le due potenze. Al centro, invece, la situazione era più delicata: le forze di Eugenio erano penetrate troppo in profondità (il viceré stesso raggiunse Lubiana l'11 settembre) e adesso rischiavano concretamente di essere sovraestese e vulnerabili ad un contrattacco austriaco. Questo fu particolarmente evidente quando il generale Bellotti ed il suo battaglione vennero sconfitti e catturati dalle forze austriache del generale Fölseis dopo aver lasciato Kranj.
Allo stesso tempo, Hiller stava quotidianamente rinforzando le ali del proprio esercito inviando flussi di uomini dal suo centro verso le estremità del suo schieramento. I ricognitori italiani, partiti da Lubiana e Kranj, incontrarono solo dei deboli posti di guardia, con le due uniche eccezioni di Lippa e Weichselburg (l'attuale Ivančna Gorica). Il viceré, intenzionato ad inviare Palombini e Pino a riprendere la città di Fiume si rese conto della necessità di bloccare ogni iniziativa da parte di Radivojevich, in modo che Nugent non potesse ricevere rinforzi. Decise quindi di devolvere una parte dei propri sforzi ad impegnare le divisioni austriache nella Slovenia centrale.

## La battaglia
Il 12 settembre, guidando personalmente l'attacco, il viceré prese con sé la Guardia Reale italiana e una batteria di cannoni trasportati a cavallo e si diresse verso il villaggio di San Marein, dove si trovava un battaglione austriaco, come segnalato dai ricognitori qualche giorno prima. Eugenio, alle 8 del mattino, guidò personalmente il primo attacco, sloggiando i picchetti austriachi posti in avanguardia e mandadoli in fuga verso il paese. Gli austriaci, un distaccamento guidato dal colonnello Milutinović, ripiegarono su una posizione difensiva molto solida, formata da una collina ricoperta da una fitta vegetazione. Gli austriaci erano in una situazione alquanto scomoda: la brigata di Rebrovich era a Weichselburg, troppo distante per poter intervenire rapidamente, ed erano attaccati da forze numericamente superiori. Milutinović dispose i suoi uomini cercando di difendere la posizione il più a lungo possibile: dispose una compagnia a difesa del suo fianco sinistro, nei pressi di Weisskirchen, un'altra compagnia fu posta sul fianco della collina mentre i fucilieri furono posizionati tra le case del paese, davanti alla posizione di Milutinović.

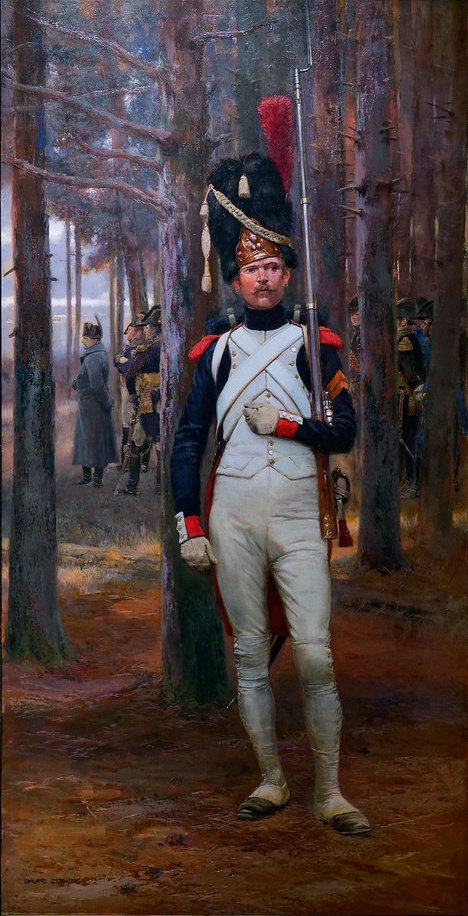
Granatieri francesi

 Eugenio arrivò sul posto alle 9 del mattino. Il viceré poté quindi iniziare a schierare le sue truppe con calma, poco prima di arrivare a Geweihter-Brunn. Uno dei suoi battaglioni si schierò sulle alture di fronte a Weisskirchen, un altro passò tra le montagne per aggirare la destra di Milutinović. Al centro, i francesi si spinsero contro Geweihter-Brunn e contro la mezza compagnia schierata sulla destra di Weisskirchen. Alle dieci il viceré aveva ultimato i suoi preparativi ma l'attacco non iniziò prima dell'una del pomeriggio, perché il battaglione, incaricato di stabilirsi sulle alture contro l'ala destra austriaca, aveva esagerato il suo movimento di aggiramento.
Alle due, il combattimento si estendeva su tutti i lati. Eugenio, principalmente, decise di attaccare la sinistra del colonnello austriaco, per evitare che questi potesse spostare i suoi uomini a difendere il centro e l'altra ala del suo corpo. Milutinović, infatti, aveva presente le difficoltà che una ritirata su un terreno sfavorevole come quello avrebbero comportato. Fortunatamente per le forze imperiali asburgiche, il movimento di aggiramento dell'ala destra austriaca da parte di un battaglione di Eugenio non era stato ben eseguito e Milutinović decise immediatamente di approfittarne per attaccarlo ed allentare la pressione sulla sua posizione. Spostò una compagnia e mezza sul suo fianco destro, cosicché, non appena il battaglione francese giunse appresso all'ala destra austriaca, una raffica di colpi di fucile lo mise immediatamente in difficoltà. Caricati poi dalle baionette, i francesi furono presi dal panico e fuggirono caoticamente, lasciando 80 uomini e 2 ufficiali prigionieri.
La notizia del disastroso fallimento della manovra di aggiramento spronò Eugenio ad intensificare gli sforzi contro il centro e la sinistra di Milutinović, ma questi due lati vennero adeguatamente rinforzati e resistettero alla pressione dei napoleonici. Alle 18, Milutinović non aveva che una sola compagnia a formare la sua riserva ma il sole era sul punto si tramontare e i francesi non erano ancora stati in grado di sfondare le sue difese. Alle 19, un ultimo disperato tentativo di conquistare il villaggio fu effettuato da due battaglioni di granatieri, ma non vi fu verso di cambiare l'andamento della giornata. Un'ora dopo, i combattimenti cessarono su tutta la linea: gli austriaci avevano conservato le loro posizioni.

## Bilancio e conseguenze
Lo scontro di San Marein fu un risultato dal sapore amaro per i francesi: le perdite si aggiravano attorno ai 300 uomini. Gli austriaci, invece, contavano solo 47 feriti, tra cui lo stesso Milutinović, e 28 caduti. A ciò si aggiungeva il prezioso bottino di 95 prigionieri, tra cui 2 ufficiali francesi.
Rebrovich, il giorno seguente alla battaglia, richiamò a sè gli uomini di Milutinović, attendendo l'arrivo di ulteriori rinforzi. Qualche giorno dopo il fallito attacco a San Marein, i napoleonici subirono un'improvvisa incursione proprio da parte di Rebrovich. Le forze di Eugenio subirono delle perdite consistenti e furono costrette a ritirarsi. Dopo questa sconfitta, le forze napoleoniche nella Slovenia centrale iniziarono lentamente ad arretrare verso l'Isonzo. Due settimane dopo, iniziò una ben più lunga ritirata verso l'Adige.